# エネディ山地
エネディ山地（エネディさんち）はチャド北東部の東エネディ州と西エネディ州にまたがる砂岩の山塊で、長期間にわたる侵食によって形成された。サハラ砂漠にはアイル山地、ティベスティ山地などの山塊があるが、エネディは主要な6つの山塊の1つに数えられる。独特の地形には、かつてサハラがより湿潤だった時代の名残りをとどめる生態系が育まれており、「サハラのエデンの園」という異名を持つ。侵食により生まれた多彩な地形の自然美と、そこで育まれた生態系、さらには先史時代に描かれた岩絵群が評価され、2016年にUNESCOの世界遺産リストに記載された。
2010年代時点では、一帯には約40,000人が暮らしており、主として遊牧ないし半遊牧生活を営んでいる。
英語では Ennedi Massif あるいは Ennedi Plateau と呼ばれ、日本語ではエネディ山地のほか、エネディ山塊、エネディ高原、エネディ台地などとも表記される。

## 地形
エネディ山地の最高地点は標高1,450 メートルである。その山地には、長期間にわたる風と水の侵食の結果、峡谷、尖峰、石柱、「迷宮」、アーチ型・マッシュルーム型・煙突型などの様々な事物に似通った奇岩といった、特徴的な地形が多く見られる。その印象的な景観は、国際自然保護連合（IUCN）の専門家からも評価されている。

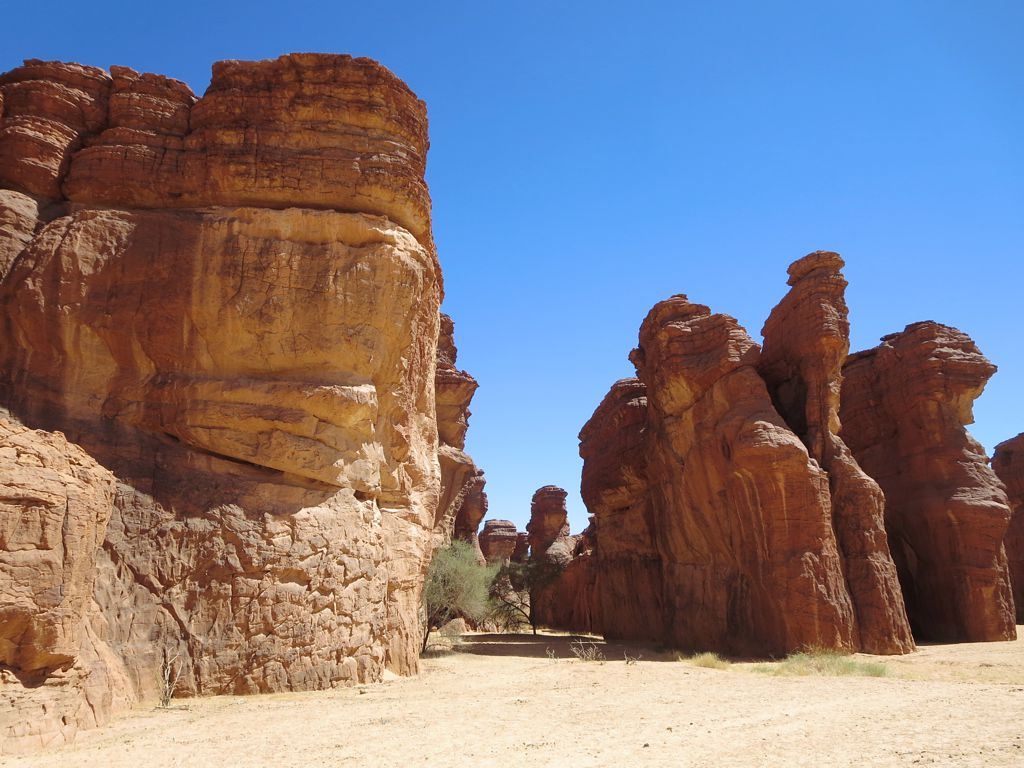
オヨの迷宮
5つのアーチ
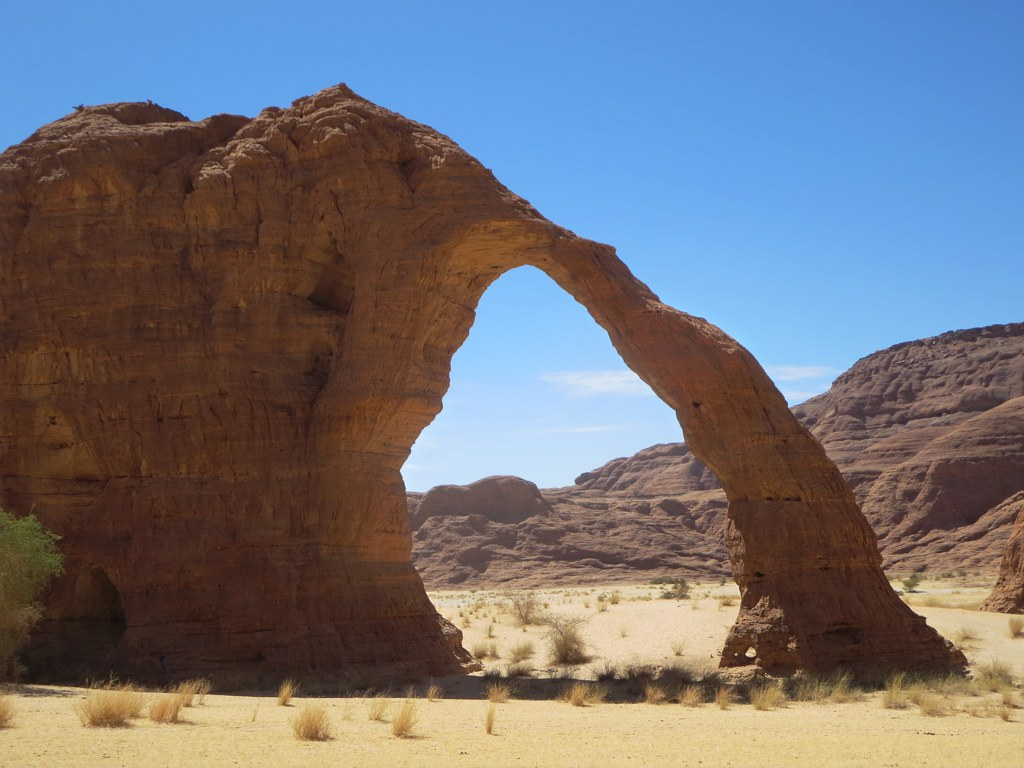
ゾウ型の岩
「仮面」
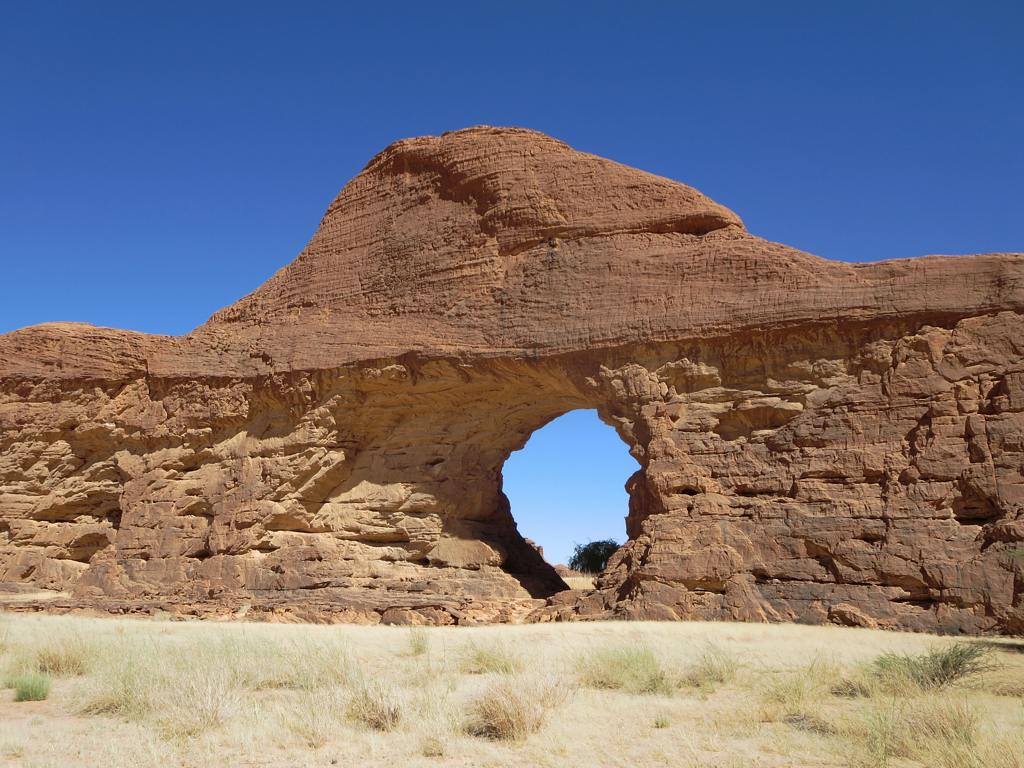
「トクの眼」

## 生態系
エネディ山地は、年間50 mmから150 mm 程度の雨が降る。その降水量は決して多いとはいえないが、それでもゲルタ（Gueltas）と呼ばれるエネディの峡谷群には、1年を通じて水の干上がらない場所ができる。そうしたエネディ山地の環境は豊かな動物相を擁しており、そこにはニシアフリカワニ（クロコダイル上科）が含まれる。ニシアフリカワニは、かつてサハラ砂漠が今よりもずっと降雨に恵まれていた時期（アフリカ湿潤期）には、サハラ中で見られた生物であった。エネディのニシアフリカワニの個体群に見られる顕著な特質は、孤立したことによって生じた矮小化（dwarfism）である。 その個体群は、一帯の河谷に形成された、アルシェイのゲルタなどのわずかな水場に棲息しているが、 絶滅の危機にさらされている。かつてはライオンの亜種のバーバリライオン（Panthera leo leo、West African lion）も棲息していたが、1940年代に確認されたのを最後に、すでに絶滅したものと見なされている。

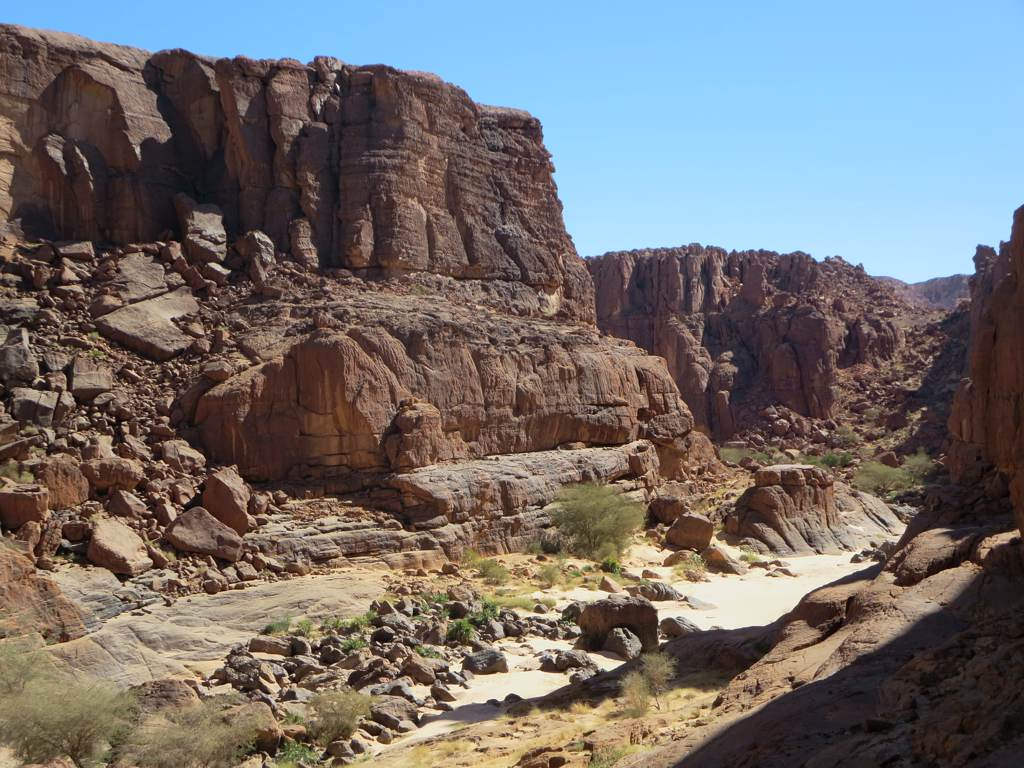
アルシェイのワジ
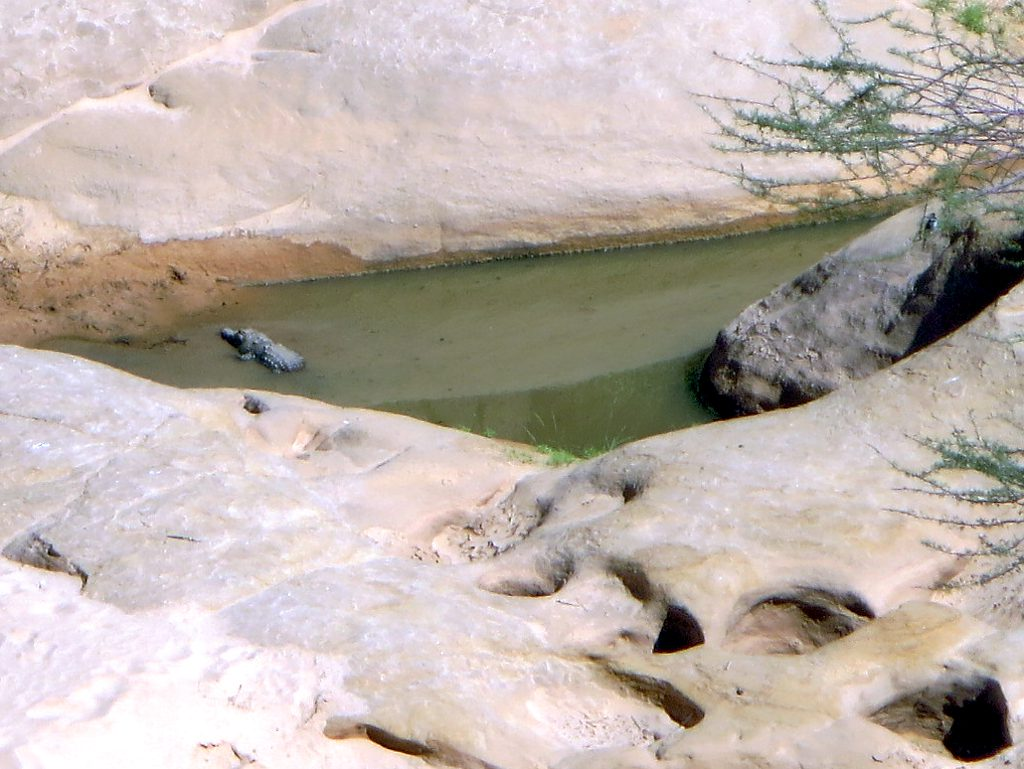
エネディ山地のニシアフリカワニ
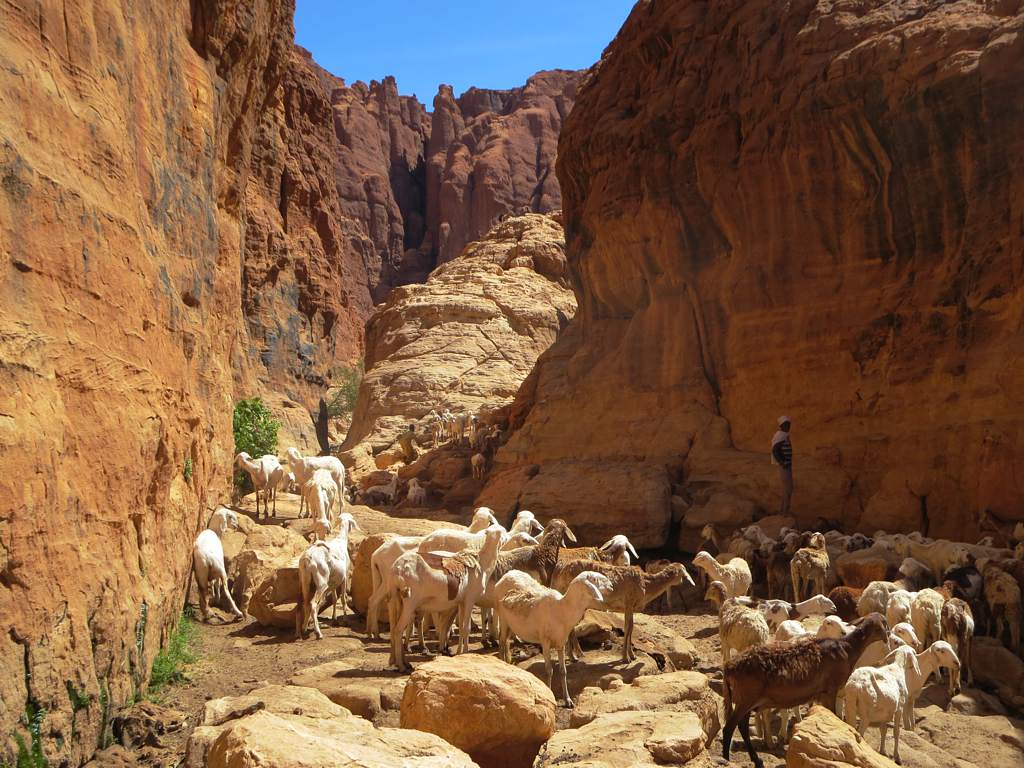
渓谷とヤギ
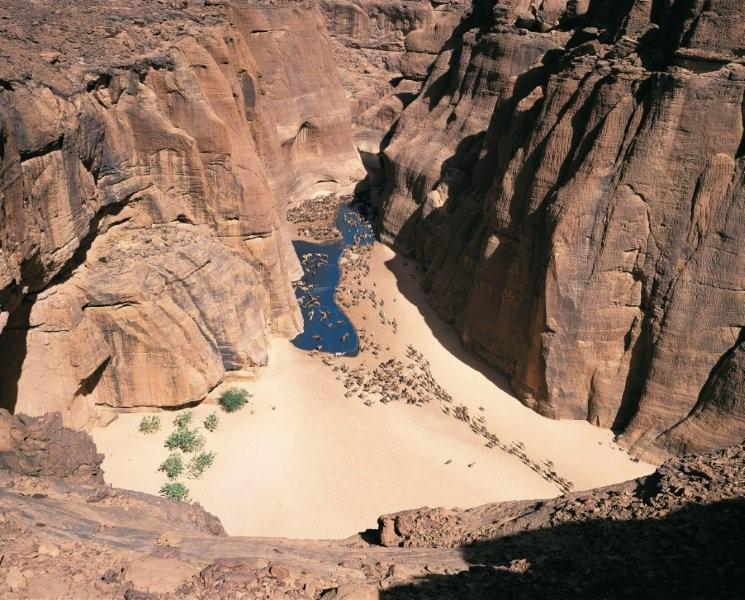
谷間の水場に集まるラクダ

## 岩絵
一帯には、かつてこの地にいた人々が描いた岩絵が残されている。その期間は約 7,000年間におよび、アルカイック期（Période Archaïque, 7,000年前 - 6,000年前）、ボヴィディエンヌ期（Période Bovidienne, 5,000年前 - 2,000年前）、カムリヌ期（Période Cameline, 2,000年前 - 現在）の 3期に分かれる。その様式は16に分類され、描かれているモチーフは1万を超える。ボヴィディエンヌ期の頃はウシやヒツジの牧畜の様子が見られ、カムリヌ期にはラクダやウマが見られるようになる。わけても人を乗せて飛ぶウマやラクダのモチーフは、ほかでは見られないものである（人を乗せずに飛ぶウマなどの例は、他地域にもある）。岩絵の表面には保護のためにアカシアの樹液がかけられており、その画材にはオークルのような無機物や卵などが利用された。
サハラ砂漠にはタドラルト・アカクスのような岩絵遺跡が他にもあるが、エネディ山地の岩絵群は、その集積された規模の大きさという点で特筆される。
2017年春に、アルシェイのゲルタで、来訪者によると思われる落書きによって、岩絵が上書きされている例のあることが確認された。

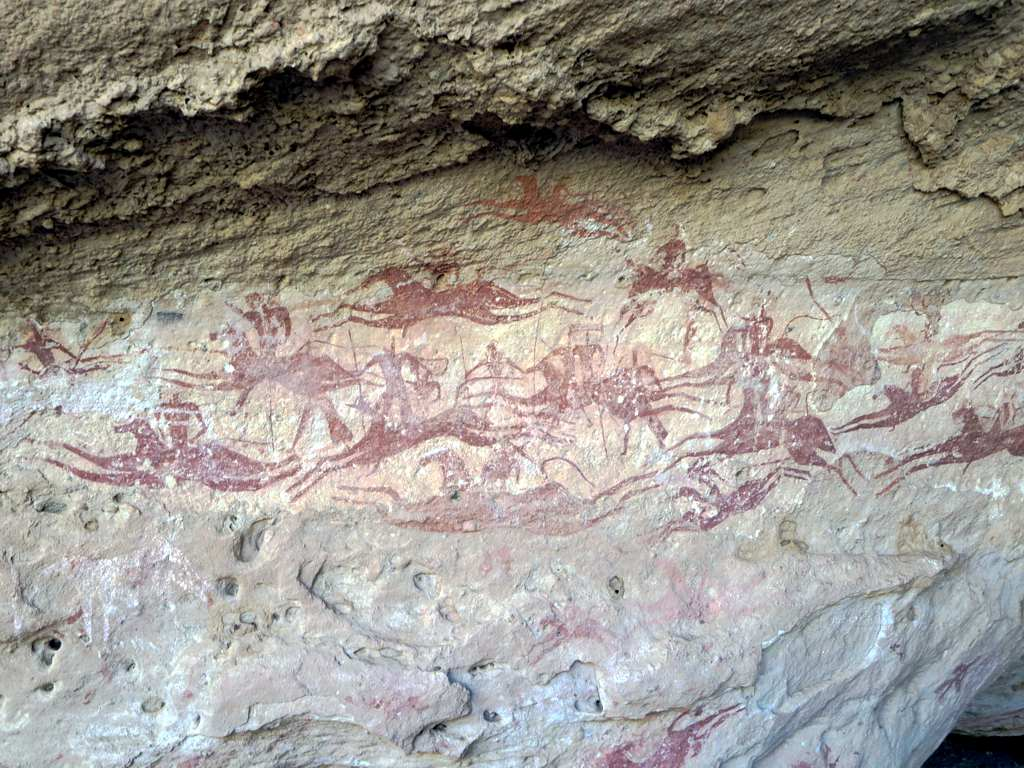
テルケ洞窟の壁画
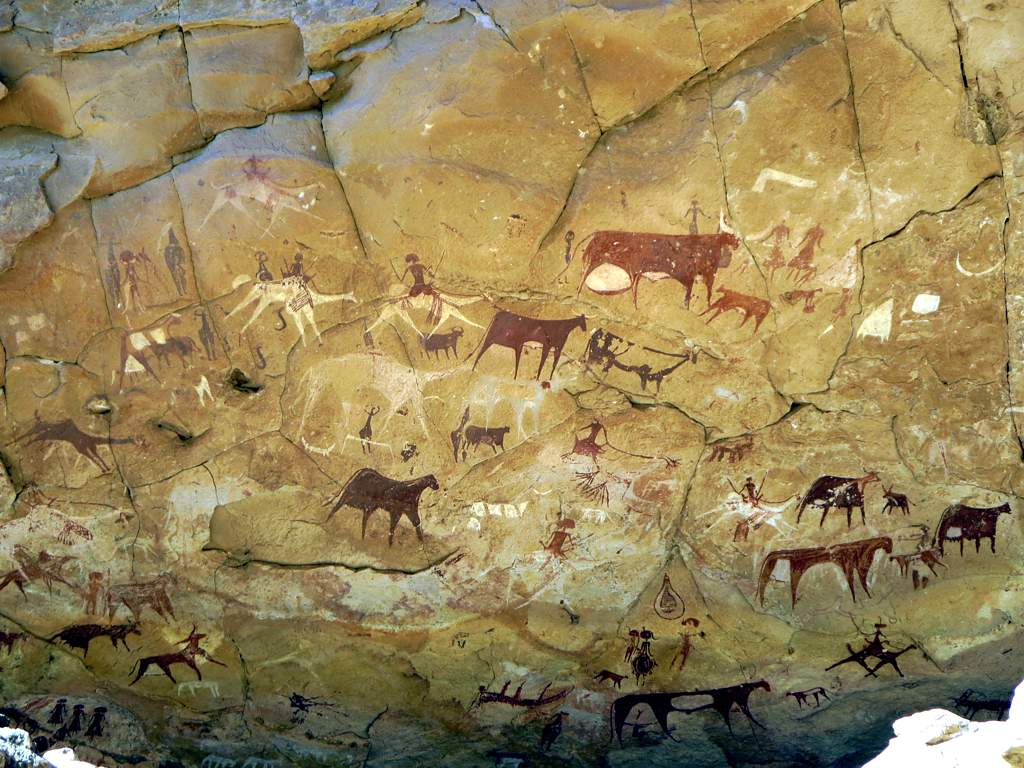
マンダ・ゲリ洞窟の壁画

## 世界遺産
この物件が世界遺産の暫定リストに記載されたのは2005年7月21日のことだった。正式な推薦は2015年1月28日に行われたが、その後の世界遺産委員会の諮問機関とのやり取りを踏まえた判断として、チャド当局は推薦面積を3,044,500 ha から 2,441,200 ha へと縮減し、主として全体の約20%にあたる北部地域を除外した。
しかし、この修正がかえって諮問機関から否定的に判断された。文化遺産の諮問機関である国際記念物遺跡会議（ICOMOS）は、アフリカの岩絵遺跡であるツォディロ（ボツワナの世界遺産）、マロティ＝ドラケンスバーグ公園（南ア/レソトの世界遺産）などとの比較を踏まえても、潜在的な価値は認めうるとされた。他方、自然遺産の諮問機関である国際自然保護連合（IUCN）は、同種の自然美が認められたワディ・ラム保護区（ヨルダンの世界遺産）、サハラの自然遺産であるアイル・テネレ自然保護区（ニジェールの世界遺産）、同じく複合遺産であるタッシリ・ナジェール（アルジェリアの世界遺産）などと比較しても、潜在的な価値は認めうるとした。しかし、いずれも範囲の再考が必要であるなどの理由から「登録延期」を勧告した。
諮問機関のその判断に対し、2017年の第40回世界遺産委員会では、逆に委員国から登録への好意的な意見が相次ぎ、縮減された範囲だけでも顕著な普遍的価値は認められるという意見や、アフリカ枠の物件が2年連続で登録されないことへの懸念などが示された。また、チャド当局からは、準備が整えば縮減した北部についても拡大登録を検討する用意があることが表明されるなどし、議論の結果、縮減された範囲での逆転登録が認められた。
チャドの世界遺産としてはウニアンガ湖群（2012年）に続き2件目、複合遺産の登録は初である。アフリカ枠では5件目の複合遺産となった。

### 登録名
この物件の正式な登録名は 英語: Ennedi Massif: Natural and Cultural Landscape および フランス語: Massif de l’Ennedi : paysage naturel et culturel である。その日本語訳は、以下のように揺れがある。
- エネディ山地:自然および文化的景観 - 日本ユネスコ協会連盟[17]
- エネディ山塊:自然的・文化的景観 - 世界遺産検定事務局[20]
- エネディ山地 ;自然景観及び文化的景観 - 月刊文化財[21]、プレック研究所[注釈 2]
- エネディ山地の自然と文化的景観 - 古田陽久・古田真美[16]
- エネディ山地の自然的・文化的景観 - なるほど知図帳[22]
- エネディ山塊:自然と文化的景観 - 今がわかる時代がわかる世界地図[23]

### 登録基準
この世界遺産は世界遺産登録基準のうち、以下の条件を満たし、登録された（以下の基準は世界遺産センター公表の登録基準からの翻訳、引用である）。
- (3) 現存するまたは消滅した文化的伝統または文明の、唯一のまたは少なくとも稀な証拠。
  - この基準は、エネディ山地の岩絵の、期間の長さと数の多さに対して適用された[24]。

- (7) ひときわすぐれた自然美及び美的な重要性をもつ最高の自然現象または地域を含むもの。
  - この基準は侵食が生み出した多彩な地形と、それによる景観の美しさなどに対して適用された[24]。

- (9) 陸上、淡水、沿岸および海洋生態系と動植物群集の進化と発達において進行しつつある重要な生態学的、生物学的プロセスを示す顕著な見本であるもの。
  - この基準は、水の干上がらないゲルタの存在によって、かつての生態系が保存されていることなどに対して適用された[24]。